# EKC-Syndrom
Das Erythrokeratodermie-Kardiomyopathie-Syndrom (kurz EKC-Syndrom von englisch erythrokeratodermia-cardiomyopathy syndrome) ist eine sehr seltene angeborene Erkrankung mit einem Zusammentreffen (Syndrom) von Verhornungsstörung (Hyperkeratose) zusammen mit Hautrötungen (Erythrodermie) an den Händen und Füßen (Erythrokeratodermie) und Erkrankungen des Herzmuskels (Dilatative Kardiomyopathie).
Das Syndrom ist nicht zu verwechseln mit der im Englischen auch mit EKC für epidemic keratoconjunctivitis abgekürzten Keratoconjunctivitis epidemica.
Die Erstbeschreibung stammt aus dem Jahre 2006 durch die britischen Ärzte Elizabeth E. Norgett, T. W. Lucke, B. Bowers et al.
Die Bezeichnung und das Akronym wurden im Jahre 2016 von Lynn M. Boyden, C. Y. Kam, A. Hernández-Martín et al. vorgeschlagen.

## Verbreitung
Die Häufigkeit wird mit unter 1 zu 1.000.000 angegeben.

## Ursache
Der Erkrankung liegen Mutationen im DSP-Gen auf Chromosom 6 Genort p24.3 zugrunde, welches für das Zelladhäsionsprotein Desmoplakin kodiert.
Mutationen in diesem Gen finden sich auch bei der Letalen akantholytischen Epidermolysis bullosa, einer letal verlaufenden Form der Epidermolysis bullosa simplex, sowie mit autosomal-dominantem Erbgang bei der Hereditären isolierten arrhythmogenen Kardiomyopathie, dem Carvajal-Syndrom und der Keratosis palmoplantaris striata.

## Klinische Erscheinungen
Klinische Kriterien sind:
- Manifestation im Säuglingsalter mit generalisierter, an Hand und Fuß besonders ausgeprägter Erythrokeratodermie mit feinen weißen Schuppen und kaum behandelbarem Juckreiz
- spärliche bis fehlende Augenbrauen und Wimpern
- spärliches Kopfhahr, Nageldystrophie
- Störungen des Zahnschmelzes
- zunächst keine Symptome einer dilatativen Kardiomyopathie
- fortschreitende Kardiomyopathie mit möglichem Herzversagen
- teilweise auch plötzlicher Herztod ohne ersichtliche Warnsignale

Hinzu können Gedeihstörung, Entwicklungsverzögerung oder Hornhauttrübung kommen.

## Diagnose
Die Diagnose ergibt sich aus der Kombination klinischer Befunde und kann durch eine humangenetische Untersuchung gesichert werden.